# Provinz Hualgayoc
Die Provinz Hualgayoc liegt in der Region Cajamarca im Nordwesten von Peru. Die Provinz hat eine Fläche von 777 km². Beim Zensus 2017 lebten 84.479 Menschen in der Provinz. Im Jahr 1993 lag die Einwohnerzahl bei 75.806, im Jahr 2007 bei 89.813. Verwaltungssitz ist die Stadt Bambamarca.

## Geographische Lage
Die Provinz Hualgayoc liegt zentral in der Region Cajamarca, etwa 45 km nördlich der Regionshauptstadt Cajamarca. Die Provinz liegt östlich der peruanischen Westkordillere. Sie besitzt eine Längsausdehnung in SW-NO-Richtung von etwa 32 km sowie eine Breite von etwa 20 km.
Die Provinz Hualgayoc grenzt im Norden an die Provinz Chota, im Osten und Südosten an die Provinz Celendín, im Süden an die Provinz Cajamarca, im Südwesten an die Provinzen San Pablo und San Miguel sowie im Westen an die Provinz Santa Cruz.

## Verwaltungsgliederung
Die Provinz Hualgayoc gliedert sich in drei Distrikte. Der Distrikt Bambamarca ist Sitz der Provinzverwaltung.
| Distrikt   | Verwaltungssitz |
| ---------- | --------------- |
| Bambamarca | Bambamarca      |
| Chugur     | Chugur          |
| Hualgayoc  | Hualgayoc       |